# Velká Třemošná
Velká Třemošná är ett berg i Tjeckien.   Det ligger i regionen Mellersta Böhmen, i den centrala delen av landet, 60 km sydväst om huvudstaden Prag. Toppen på Velká Třemošná är 778 meter över havet.
Terrängen runt Velká Třemošná är kuperad åt nordväst, men åt sydost är den platt. Runt Velká Třemošná är det ganska tätbefolkat, med 134 invånare per kvadratkilometer. Närmaste större samhälle är Příbram, 5,1 km öster om Velká Třemošná. I omgivningarna runt Velká Třemošná växer i huvudsak barrskog.